# Lorenzo Hurtado de Saracho Arregui
Lorenzo Hurtado de Saracho Arregui (Bilbao, 8 d'octubre de 1889 – Getxo, 2 de setembre de 1984) fou un empresari i polític basc, alcalde franquista de Bilbao.

## Biografia
Era fill del notari de Güeñes. Estudià dret a la Universitat de Deusto i el 1911 es llicencià a la Universitat de Salamanca, on va fer amistat amb Francisco Giner de los Ríos.
Participà com a representant de Güeñes a l'Assemblea de Municipis Biscaïns del 15 de desembre de 1918 on reclamaven un estatut d'autonomia per al País Basc i l'abolició de la llei de 29 d'octubre de 1839. Ell formà part del grup que s'hi oposava i participà en la fundació de la Lliga d'Acció Monàrquica el 1919. Durant la campanya electoral de les eleccions generals espanyoles de 1919 fou tirotejat a Portugalete, però en va sortir il·lès. De 1921 a 1926 fou membre de la Diputació Foral de Biscaia en representació de Balmaseda i un dels promotors de la creació del Museu d'Art Modern de Bilbao.
Després de la proclamació de la Segona República Espanyola va participar en la fundació d'Acción Española amb Ramiro de Maeztu i Jorge Vigón i en l'acte fundacional de les Juntas de Ofensiva Nacional Sindicalista (1931), fent amistat amb Ramiro Ledesma Ramos.
El cop d'estat del 18 de juliol de 1936 el va sorprendre a França. D'allí va passar a zona nacional i s'establí a Sant Sebastià, on fou nomenat vicepresident de la Diputació Provincial el juny de 1937. Fou un dels encarregats de negociar amb la Junta Tècnica de l'Estat el traspàs de competències i funcions a causa de la derogació del concert econòmic.
L'abril de 1939 fou nomenat tinent d'alcalde de Bilbao i membre de la Junta del Patronat de Museus. El 1942 deixà el càrrec però continuà vinculat a la Junta de Museus. Fou nomenat alcalde de Bilbao l'11 de maig de 1959. Va posar en marxa un pla de circulació i la construcció de la carretera d'accés de Begoña, que millorava el trànsit de Bilbao. També va intentar combatre el barraquisme a Uretamendi i Otxarkoaga. La reforma de les hisendes locals de 1962, que deixava amb pocs recursos les arques municipals, va provocar la seva dimissió el novembre de 1963.
Dedicat també a les activitats empresarials, ha estat fou conseller de Resinera Bilbaína (1929), de Firestone i d'El Pueblo Vasco. El 1938 fou nomenat conseller del Banco de Bilbao, càrrec que mantingué fins poc abans de la seva mort.